# Annabella Drummond
Titre
Reine consort d'Écosse
19 avril 1390 – octobre 1401
Annabella Drummond, née vers 1350 et morte en 1401, fut reine d'Écosse en tant qu'épouse du roi Robert III.

## Biographie

### Jeunesse
Annabella était la fille du 11e thane (en) de Lennox et chef du clan Drummond (en), John Drummond de Stobhall (en), près de Perth et de Mary Montefichet, la fille aînée et héritière du justiciaire d'Écosse (en) William de Montefichet, seigneur d'Auchterarder, Cargill et Kincardine dans le Menteith. Sa mère avait cédé ses droits sur ces terres à son époux John Drummond en 1345 de sorte que le frère Annabella, Malcolm Drummond, en était le seigneur au 30 avril 1364.
Par leur père, Annabella et Malcolm étaient la nièce et le neveu de Marguerite Drummond, seconde épouse du roi David II,. Celle-ci aurait joué de son influence pour leur garantir des unions prestigieuses. Malcolm épousa ainsi Isabelle Douglas (en), la fille du premier comte de Douglas, William.
Annabella épousa Jean Stewart (le futur Robert III d'Écosse) en 1367. Elle lui donna dans un premier temps deux filles, Margaret et Mary. Elle se trouva dès le début de son mariage impliquée dans des luttes de pouvoir avec Robert, le frère de son mari. En effet, Robert défendait une loi qui interdirait aux femmes d'hériter du trône afin qu'il put hériter du trône si Annabella et John n'avaient pas de fils.
Afin d'assurer l'avenir de ses files, Jean rendit son comté de Carrick au roi son père en 1374. Le roi le lui redonna en permettant explicitement que la succession puisse s'établir par les femmes. Toutefois, le 24 octobre 1378, Annabella donna naissance à leur premier fils, David, après plus de onze années de mariage. Elle eut ensuite deux autres filles, Elizabeth et Egidia avant d'avoir un autre fils, Robert. Celui-ci mourut jeune et on n'en trouve plus mention après le 8 février 1393. Son dernier enfant, un autre garçon né en 1394, deviendrait Jacques Ier d'Écosse.
Son mari Jean devint gardien de l'Écosse en novembre 1384 pour le compte de son père devenu sénile mais, en 1388, il fut victime de la ruade d'un cheval et devint infirme. Son frère Robert parvint alors à lui succéder en tant que gardien.

### Reine consort d'Écosse
Annabella fut couronnée avec son mari au palais de Scone lorsque celui-ci monte sur le trône en 1390.
Son mari devint de plus en plus impotent durant son règne et incapable de gouverner. Il aurait confié à Annabella devoir être enterré avec l'épitaphe suivante : « Ici repose le pire des rois et le plus misérable des hommes. », En raison de l'invalidité de son mari, Annabella fut encouragée à gérer les affaires étatiques comme le monarque de facto. Les chroniqueurs écossais, comme Andrew Wyntoun, vantent généralement la conduite d'Annabella en tant que reine. En mars 1391, le parlement lui octroya ainsi une rente généreuse de 2 500 marks.
Elle tenta de protéger les intérêts de leur fils aîné, David. Ce dernier fut anobli en 1398 au cours d'un tournoi à Édimbourg. En avril de la même année, elle fit créer les titres de duc de Rothesay et de lieutenant du royaume pour lui.
La résidence préférée de la reine se trouvait dans la ville de Inverkeithing dans le comté de Fife. Elle fit don à la paroisse de fonts baptismaux décorés d'anges et de blasons, qui témoignent encore de sa présence. Il s'agit de l'une des plus belles sculptures du Moyen Âge tardif écossais encore intacte.
Annabella mourut au palais de Scone en octobre 1401 et fut enterrée dans sa ville natale de Dunfermline. À sa mort, son fils David, décrit par ses contemporains comme débauché et imprévisible, fut victime de son oncle le duc d'Albany. Il fut emprisonné au palais de Falkland et mourut dans des circonstances suspectes. Il serait mort de faim entre le 25 et 27 mars 1402, moins d'un an après sa mère,.

## Famille
Le couple eut sept enfants :
- Marguerite, épouse en 1390 Archibald Douglas, 4e comte de Douglas ;
- Marie (morte vers 1458) épouse en 1397 George Douglas, 1er comte d'Angus, puis en 1405 James Kennedy (dont George Kennedy, l'un des six régents nommés au début du règne de Jacques III), puis en 1409 William Cunningham, puis en 1413 William Graham, puis en 1425 William Edmonstone ;
- David (1378-1402), duc de Rothesay ;
- Élisabeth (morte en 1441), épouse avant le 26 mai 1397 James Douglas (en), 1er seigneur de Dalkeith ;
- Egidia ;
- Robert (probablement mort en 1393) ;
- Jacques Ier (1394-1437), roi d'Écosse.